# Autostrada A8/A26 (Włochy)
Autostrada A8/A26, odgałęzienie Gallarate-Gattico (wł. Diramazione Gallarate-Gattico) – łącznik autostradowy w północnych Włoszech. Trasa, która stanowi fragment drogi E62 łączy Autostradę Mediolan – Varese z Autostradą A26. Magistrala skraca drogę z Mediolanu do południowo-zachodniej Szwajcarii. Dawniej była częścią historycznej trasy europejskiej E2.